# Erich Honecker
Erich Honecker, nemški komunistični politik, * 25. avgust 1912, Neunkrichen, Nemško cesarstvo † 29. maj 1994, Santiago de Chile. 
Vodil je Nemško demokratično republiko (Vzhodno Nemčijo) od leta 1971 do oktobra 1989, malo pred padcem Berlinskega zidu. Bil je generalni sekretar Stranke socialistične enotnosti Nemčije (SED) in predsednik Sveta za nacionalno obrambo; leta 1976 je zamenjal Willija Stopha kot predsednik Državnega sveta, uradnega vodje države. Kot vodja Vzhodne Nemčije je imel Honecker tesne prijateljske odnose s Sovjetsko zvezo, ki je imela v državi veliko vojsko.
Honeckerjeva politična kariera se je začela v tridesetih letih dvajsetega stoletja, ko je postal uradnik Komunistične partije Nemčije, zaradi česar so ga nacisti zaprli. Po drugi svetovni vojni ga je osvobodila sovjetska vojska in ponovno je začel opravljati svoje politične dejavnosti, leta 1946 je ustanovil mladinsko organizacijo stranke SED, Svobodno nemško mladino, in bil do leta 1955 njen predsednik. Kot varnostni sekretar Centralnega komiteja SED je bil glavni organizator gradnje berlinskega zidu leta 1961 in na tej funkciji upravno odgovoren za ukaze o uporabi strelnega orožja na notranji vzhodnonemški meji. 
Leta 1970 je Honecker sprožil boj za politično oblast, v katerem je ob podpori sovjetskega voditelja Leonida Brežnjeva zamenjal Walterja Ulbrichta na položaju generalnega sekretarja SED in predsednika Sveta za nacionalno obrambo. Na njegov ukaz je država sprejela program potrošniškega socializma in se približala mednarodni skupnosti, tako da je normalizirala odnose z Zahodno Nemčijo in postala polnopravna članica ZN, kar velja za enega njegovih največjih političnih uspehov. 
Ko so se napetosti hladne vojne v poznih osemdesetih letih dvajsetega stoletja s pojavom perestrojke in glasnosti – liberalnih reform, ki jih je uvedel sovjetski voditelj Mihail Gorbačov – povečale, je Honecker zavrnil vse razen kozmetičnih sprememb vzhodnonemškega političnega sistema. Skliceval se je na stalna trdolinijska stališča Kima Il-sunga in Fidela Castra, katerih režima Severne Koreje in Kube sta bila kritična do reform. Ko so se protivladni protesti širili, je Honecker prosil Gorbačova, naj proti protestnikom posreduje sovjetska vojska, da bi ohranila komunistično vladavino v Vzhodni Nemčiji, kot je to storila na Češkoslovaškem ob praški pomladi 1968 in na Madžarskem ob revoluciji leta 1956, vendar je to Gorbačov zavrnil. Politbiro SED je oktobra 1989 prisilil Honeckerja, da je odstopil s položaja, da bi izboljšal podobo vlade v očeh javnosti; prizadevanja so bila neuspešna in režim se je naslednji mesec popolnoma zrušil. 
Po ponovni združitvi Nemčije leta 1990 je Honecker zaprosil za azil na čilskem veleposlaništvu v Moskvi, vendar so ga leta 1992 po razpadu Sovjetske zveze izročili nazaj Nemčiji, da bi mu sodili zaradi vloge pri kršitvah človekovih pravic, ki jih je zagrešila vzhodnonemška vlada. Vendar so postopek proti njemu ustavili, saj je Honecker zbolel za terminalnim rakom na jetrih, zaradi česar je bil izpuščen iz pripora, nato pa se je pridružil svoji družini v izgnanstvu v Čilu, kjer je umrl maja 1994.

## Zgodnje življenje
Erich Honecker se je rodil 25. avgusta 1912 v Neunkirchnu, na današnjem Posarju, Wilhelmu Honeckerju (1881–1969), rudarju in političnemu aktivistu, ter njegovi ženi Caroline Catharine Weidenhof (1883–1963). Par, poročen leta 1905, je imel šest otrok: Katharino (Käthe, 1906–1925), Wilhelma (Willi, 1907–1944), Friedo (1909–1974), Ericha, Gertrud (1917–2010) in Karl-Roberta (1923–1947). Erich, njun četrti otrok, se je rodil v obdobju, ko je družina živela na Max-Braun-Straße, nato pa se je preselila na Kuchenbergstraße 88 v današnjem mestnem okrožju Neunkirchen Wiebelskirchen. 
Po prvi svetovni vojni je ozemlje Saarske kotline zasedla Francija. Ta sprememba iz strogega pravila Ferdinanda Eduarda von Stumma v francosko vojaško okupacijo je zagotovila ozadje za to, kar je Wilhelm Honecker razumel kot proletarsko izkoriščanje, in mladega Ericha leta 1922 začel poučevati o komunizmu. Po svojem desetem rojstnem dnevu leta 1922 je Erich Honecker postal član otroške skupine Spartacus League v Wiebelskirchnu. Pri 14 letih je vstopil v KJVD, Zvezo mladih komunistov Nemčije, za katero je kasneje služil kot vodja organizacije v Posarju od leta 1931.
Honecker po končani šoli ni našel študija, ampak je skoraj dve leti delal pri kmetih v Pomeraniji. Leta 1928 se je vrnil v Wiebelskirchen in začel pripravništvo kot delavec pri svojem stricu, vendar je nehal obiskovati Mednarodno Leninovo šolo v Moskvi in Magnitogorsku, potem, ko ga je KJVD izbrala za študiranje. Tam je skupaj z Antonom Ackermannom študiral pod naslovnim imenom »Fritz Malter«.

## Nasprotovanje nacistom in zapor
Leta 1930, ko je bil star 18 let, se je Honecker pridružil Komunistični partiji Nemčije. Njegov politični mentor je bil Otto Niebergall, ki je kasneje zastopal partijo v Reichstagu. Po vrnitvi iz Moskve leta 1931 po študiju na mednarodni Leninovi šoli je Honecker postal vodja KJVD v regiji Saar. Po nacističnem prevzemu oblasti leta 1933 so bile komunistične dejavnosti v Nemčiji možne le pod krinko; regija Saar pa je še vedno ostala zunaj nemškega rajha pod vodstvom Društva narodov. Honeckerja so aretirali v Essnu v Nemčiji, a so ga kmalu izpustili. Potem je pobegnil na Nizozemsko in od tam nadziral dejavnosti KJVD v Pfalzu, Hessnu in Baden-Württembergu.
Honecker se je leta 1934 vrnil v Saar in skupaj z Johannesom Hoffmannom sodeloval pri kampanji proti ponovni vključitvi regije v Nemčijo. Na referendumu o prihodnosti območja januarja 1935 pa je 90,73 % glasovalo za ponovno združitev z Nemčijo. Tako kot 4.000 do 8.000 drugih je Honecker nato pobegnil iz regije in se sprva preselil v Pariz. 
28. avgusta 1935 je ilegalno odpotoval v Berlin pod vzdevkom »Marten Tjaden« s tiskarno v prtljagi. Od tam je tesno sodeloval z uradnikom KPD Herbertom Wehnerjem v opoziciji pri uporu nacistični državi. 4. decembra 1935 je bil Honecker pridržan s strani Gestapa in do leta 1937 pridržan v berlinskem centru za pridržanje Moabit. 3. julija 1937 je bil obsojen na deset let zapora zaradi »priprave veleizdaje ob hudem ponarejanju listin«.
Honecker je večino svojega zapora preživel v zaporu Brandenburg-Görden, kjer je opravljal tudi naloge kot mojster. V začetku leta 1945 so ga zaradi dobrega vedenja premestili v zapor Barnimstraße v Berlinu in ga poslali na popravilo poškodovane stavbe, ki je bila poškodovana od bombardiranja, saj je bil dobro izurjen za popravljanje poškodovanih stavb. Med zavezniškim bombardiranjem 6. marca 1945 mu je uspelo pobegniti in se skriti v stanovanje Lotte Grund. Po nekaj dneh ga je stanje v mestu prepričalo, da pobegne, njegov pobeg pa je nato prikrila straža. Honecker je večino časa druge svetovne vojne preživel v zaporu.
Po osvoboditvi iz zaporov z napredovanjem sovjetskih čet 27. aprila 1945 je Honecker ostal v Berlinu. Njegov »pobeg« iz zapora in njegova razmerja med ujetništvom so pozneje privedla do težav v stranki socialistične enotnosti, pa tudi do zaostrovanja odnosov z nekdanjimi zaporniki. V kasnejših intervjujih in v svojih osebnih spominih je Honecker ponaredil številne podrobnosti svojega življenja v tem obdobju. Gradivo vzhodnonemške službe državne varnosti je bilo uporabljeno za obtožbe, da je Honecker za izpustitev iz zapora ponudil dokaze, ki so obremenjevali zaprte komuniste. Trdil je, da se je komunizmu "za vedno odpovedal" in da je bil pripravljen služiti v nemški vojski.

## Povojna vrnitev v politiko
Maja 1945 je Honeckerja v Berlinu po naključju ujel Hans Mahle in ga odpeljal v skupino Ulbricht, skupino nemških komunistov v izgnanstvu, ki se je po padcu nacističnega režima vrnila iz Sovjetske zveze v Nemčijo. Prek Waldemarja Schmidta se je Honecker spoprijateljil z Walterjem Ulbrichtom, ki se ga do takrat še ni poznal. Honeckerjeva prihodnja vloga v skupini je bila do konca poletnih mesecev še neodločena, saj se še ni moral soočiti s strankarskim postopkom. To se je končalo z ukorom zaradi njegovega »nediscipliniranega ravnanja« pri begu iz zapora na začetku leta, dejanje, o kateri so razpravljali in to razglasili, da ogroža druge (komunistične) zapornike. 
Leta 1946 je Honecker postal soustanovitelj Svobodne nemške mladine (FDJ), katere predsednik je tudi postal. Po ustanovitvi SED, Stranke socialistične enotnosti, aprila 1946 z združitvijo KPD in SPD, je Honecker hitro postal vodilni član stranke in zasedel mesto v centralnem komiteju stranke.
7. oktobra 1949 je bila s sprejetjem nove ustave ustanovljena Nemška demokratična republika, ki je vzpostavila politični sistem, podoben tistemu v Sovjetski zvezi in na oblasti uveljavila komunizem. V okviru državne socialistične enostrankarske vlade je Honecker odločno nadaljeval svojo politično kariero in naslednje leto je bil nominiran za kandidata za politbüro Centralnega komiteja SED. Kot predsednik gibanja Svobodne nemške mladine je maja 1950 organiziral uvodni "Deutschlandtreffen der Jugend" v vzhodnem Berlinu in 3. svetovni festival mladine in študentov leta 1951, čeprav je bil slednji obsojen z organizacijskimi težavami. Leta 1961 je Honecker odobril gradnjo Berlinskega zidu, da bi s tem preprečil pobege svojih državljanov na Zahod. Menil je tudi, da bo zid preprečil tretjo svetovno vojno z milijoni žrtev.

## Voditelj Vzhodne Nemčije
Medtem, ko je Ulbricht državno poveljniško gospodarstvo zamenjal najprej z novim ekonomskim sistemom, nato pa z ekonomskim sistemom socializma, ko je želel izboljšati propadajoče gospodarstvo države, je Honecker razglasil, da je glavna naloga pravzaprav enotnost gospodarskega in  socialna politika, v bistvu s katero bi se dvignil življenjski standard. Napetosti so že vodile do tega, da je njegov nekdanji mentor Ulbricht julija 1970 odstranil Honeckerja s položaja drugega sekretarja, le da ga je sovjetsko vodstvo hitro vrnilo delat v politiko. Honecker je pod Ulbrichtovo strategijo izboljšal odnose Vzhodne in Zahodne Nemčije, da bi pridobil podporo sovjetskega vodstva pod vodstvom Leonida Brežnjeva. S tem zagotovljenim je bil Honecker 3. maja 1971 imenovan za voditelja Vzhodne Nemčije in prvega sekretarja (od leta 1976 za generalnega sekretarja) Centralnega komiteja, potem ko je sovjetsko vodstvo prisililo Ulbrichta, da se umakne »iz zdravstvenih razlogov«. 
Potem, ko je leta 1971 tudi nasledil Ulbrichta kot predsednika Sveta za nacionalno obrambo, je bil Honecker 29. oktobra 1976 na koncu izvoljen tudi za predsednika Državnega sveta (na mestu, ki je enakovredno položaju predsednika). S tem je Honecker dosegel vrhunec moči v Vzhodni Nemčiji. Od takrat naprej je skupaj z gospodarskim sekretarjem Günterjem Mittagom in ministrom za državno varnost Erichom Mielkejem sprejemal vse ključne vladne odločitve. Do leta 1989 »mala strateška klika«, sestavljena iz teh treh moških, ni bila izpodbijana kot najvišja raven vladajočega razreda Vzhodne Nemčije. Honeckerjev najbližji sodelavec je bil Joachim Herrmann [de], sekretar SED za agitacijo in propagando. Z njim je Honecker imel dnevne sestanke v zvezi z medijsko zastopanostjo stranke, na katerih so določali postavitev lastnega časopisa Neues Deutschland ter zaporedje novic v nacionalnem informativnem mediju Aktuelle Kamera.  
Vzhodna Nemčija je pod Honeckerjevim vodstvom sprejela program »potrošniškega socializma«, ki je povzročilo izrazito izboljšanje življenjskega standarda, ki je bila najvišja med državami vzhodnega bloka. Več pozornosti je bilo namenjeno dostopnosti potrošniških dobrin, pospešila se je gradnja novih stanovanj, pri čemer je Honecker obljubil, da bo »stanovanjski problem rešil kot vprašanje družbenega pomena«. Njegovo politiko je sprva zaznamovala liberalizacija kulture in umetnosti, čeprav je šlo manj za zamenjavo Ulbrichta s Honeckerjem in bolj za propagandne namene. Medtem, ko je leta 1973 v Vzhodni Berlin prinesel Svetovni festival mladine in študentov, so bili disidentski umetniki, kot je Wolf Biermann, kmalu izgnani in Ministrstvo za državno varnost je okrepilo svoja prizadevanja za zatiranje političnega odpora. Honecker je ostal zavezan širjenju notranje nemške meje in je ukazal streljati na ljudi, ki so poskušali preplezati Berlinski zid in pobegniti v Zahodno Nemčijo. V času njegovega vladanja je bilo ubitih okoli 125 državljanov Vzhodne Nemčije, ki so poskušali pobegniti čez Berlinski zid v Zahodno Nemčijo in druge zahodne države.
Potem, ko je Vzhodna Nemčija s Sovjetsko zvezo sklenila sporazum o sodelovanju in politiki nenasilja, je bilo mogoče doseči podoben dogovor z NDR. Temeljna pogodba med Vzhodno in Zahodno Nemčijo iz leta 1972 je poskušala izboljšati stike med obema vladama. 
Vzhodna Nemčija je sodelovala tudi na konferenci o varnosti in sodelovanju v Evropi leta 1975 v Helsinkih, ki je poskušala izboljšati odnose med Zahodom in Vzhodnim blokom ter postala polnopravna članica Združenih narodov. Ta diplomacijska dejanja so veljala za Honeckerjeve največje uspehe v zunanji politiki.
Honecker je prejel dodatna odmevna osebna priznanja, vključno s častnimi doktorati humanističnih pisem s severnokorejske univerze Kim Il-sung leta 1974, kubanske univerze Las Tunas leta 1979 in iraške univerze Sadam leta 1983, častne doktorate poslovne administracije na univerzi Humboldt v vzhodnem Berlinu v 1976, tokijska univerza Nihon leta 1981 in London School of Economics leta 1984 ter olimpijski red MOK leta 1985. Septembra 1987 je Honecker postal prvi in edini voditelj Vzhodne Nemčije, ki je obiskal Zahodno Nemčijo, kjer so ga v celoti sprejeli z odlikovanji zahodnonemškega kanclerja Helmuta Kohla v dejanju, ki je potrjevala, da Zahodna Nemčija sprejema obstoj Vzhodne Nemčije. Medtem potovanjem je odpotoval tudi v svoj rojstni kraj na Posarje, kjer je imel javni govor, v katerem je spregovoril o dnevu, ko Nemci ne bodo več ločeni z mejami, ampak združeni pod komunistično oblastjo. Njegov obisk Zahodne Nemčije je bil načrtovan že dvakrat, že septembra 1984, vendar ga je sprva preprečilo sovjetsko vodstvo, ki ni zaupalo posebnim odnosom Vzhodne in Zahodne Nemčije, zlasti prizadevanjem za razširitev omejene neodvisnosti Vzhodne Nemčije na področju zunanje politike.

### Kršitve človekovih pravic
Honecker je po končani gradnji Berlinskega zidu naročil stražarjem, da stražijo zid in jim ukazal, da naj streljajo na kogarkoli, ki bi poskušal pobegniti skozi zid v sosednjo državo in na Zahod. Honecker je kot predsednik Sveta za nacionalno obrambo NDR ukazal: »V primeru poskusov pobega čez mejo je treba takoj uporabljati strelno orožje, pohvaliti pa je treba tovariše, ki uspešno uporabijo svoje strelno orožje.« Na njegov ukaz so stražarji do padca zidu leta 1989 ubili več kot 200 ljudi. Poleg usmrtitev bežajočih ljudi čez zid, je bilo veliko političnih zapornikov zaprtih v razna koncentracijska taborišča v Vzhodni Nemčiji. Dva nemška zgodovinarja, Bernd Eisenfeld in Roger Engelmann, sta izjavila, da je bilo več kot 75.000 ljudi zaprtih v taboriščih, ker so poskušali pobegniti čez državno mejo.

### Bolezen, propad in odstop
Na vrhu Varšavskega pakta v Bukarešti 7. in 8. julija 1989 v okviru »Političnega svetovalnega odbora« držav Varšavskega pakta Comecon je Sovjetska zveza uradno opustila doktrino Leonida Brežnjeva o omejeni suverenosti držav članic in razglasila »Svobodo izbire«. Sovjetsko jamstvo za nadaljnji obstoj za države članice je bilo tako postavljeno pod vprašanje. Honecker se je moral umakniti s sestanka; 7. julija 1989 zvečer so ga zaradi hude žolčne kolike odpeljali v romunsko vladno bolnišnico in nato z letalom v Berlin. 18. avgusta 1989 so mu v vladni bolnišnici v Berlin-Buchu odstranili žolčnik in del debelega črevesa. Med operacijo so mu odkrili tumor na ledvici, a zdravniki Honeckerju tega niso upali povedati. Šele septembra 1989 se je Honecker znova pojavil v javnosti, shujšan in ostarel. Medtem je Günter Mittag predsedoval tedenskim sestankom politbiroja. Šele avgusta 1989 je Honecker opravil nekaj sestankov. 14. avgusta 1989, ko je Erfurtski mikroelektronski kombinat izročil prve funkcionalne modele 32-bitnih procesorjev, je Honecker citiral slogan: »Noben vol ali osel ne more ustaviti poteka socializma.«
Ob koncu kriznega sestanka 10. in 11. oktobra 1989 je SED prosil Honeckerja, naj predloži poročilo o razmerah do konca tedna, načrtovani obisk na Danskem pa je bil odpovedan. Tudi večinoma na Krenzovo pobudo so v naslednjih dneh sledili sestanki in sondiranja o vprašanju, kako prisiliti Honeckerja, da naj odstopi. Krenz si je zagotovil podporo vojske in Stasija ter se dogovoril za sestanek med Mihailom Gorbačovim in članom politbiroja Harryjem Tischom, ki je šefa Kremlja dan pred sestankom seznanil z obrobjem obiska v Moskvi o načrtovani Honeckerjevi odstranitvi. Gorbačov mu je zaželel srečo, znak, ki so ga Krenz in ostali čakali. Tudi glavni ideolog SED Kurt Hager je 12. oktobra 1989 odletel v Moskvo in razpravljal o podrobnostih Honeckerjeve zamenjave z Gorbačovim. Hans Modrow pa se je izognil temu. Konec tedna je bila prestavljena seja Centralnega komiteja SED, načrtovana za konec novembra 1989. Najnujnejša točka dnevnega reda je bila sestava Politbiroja. 16. oktobra zvečer sta Krenz in Erich Mielke poskušala po telefonu prepričati druge člane Politbiroja, da naj Honeckerja odstranijo s položaja. Na začetku Politbiroja 17. oktobra 1989 se je Honecker rutinsko spraševal: »Ali obstajajo še kakšni drugi predlogi za dnevni red?« Honecker je bil sprva videti nezbran, a se je hitro zbral: »V redu, potem bom odprl razpravo.« Drug za drugim so se oglasili vsi prisotni, a nihče se ni oglasil namesto Honeckerja. Günter Schabowski je celo podaljšal vlogo in zahteval, da se Honecker razreši kot predsednik državnega sveta in predsednik sveta za nacionalno obrambo. Od njega se je odmaknil tudi Günter Mittag. Alfred Neumann pa je pozval k zamenjavi Günterja Mittaga in Joachima Herrmanna. Domnevno je Erich Mielke končno dokazal Honeckerju, da je odgovoren za skoraj vse trenutne zlorabe v NDR in vpil nanj, da bo izdal kompromitujoče informacije, ki jih ima, če Honecker ne bo odstopil. Po treh urah je bila sprejeta soglasna odločitev Politbiroja. Kot je bila navada, je Honecker glasoval, da se bo umaknil. Centralnemu komiteju SED je bilo predlagano, da se s funkcije razrešijo Honecker, Mittag in Herrmann. 
Naslednji dan je bilo na seji CK prisotnih 206 članov in kandidatov. Manjkalo jih je le 16, vključno z Margot Honecker. Centralni komite je sledil priporočilu Politbiroja. Edini nasprotni glas je prišel od 81-letne Hanne Wolf, nekdanje direktorice partijske šole Karla Marxa. Javno je bilo rečeno: »Centralni komite je ugodil zahtevi Ericha Honeckerja, da ga iz zdravstvenih razlogov razreši s položaja generalnega sekretarja, predsednika državnega sveta in predsednika Sveta za nacionalno obrambo NDR.« Egon Krenz je bil s aklamacijo soglasno izvoljen za novega generalnega sekretarja SED. 20. oktobra 1989 je Erich Honecker odstopil s položaja voditelja.

## Začetek pregona in kazensko sojenje
Decembra 1989 so generalni pravobranilci NDR na podlagi ustavnega postopka začeli sodni postopek zaradi zlorabe položaja in veleizdaje proti Honeckerju. 29. januarja 1990 ga je aretirala vzhodnonemška policija, ko je zapustil bolnišnico, kjer je bil operiran zaradi malignega tumorja ledvic. Vendar je bil nekaj dni pozneje izpuščen. Z ženo se je nato zatekel v Lobetal (de), pri družini župnika Uweja Holmerja. Toda berlinsko pravosodje je kmalu zatem izdalo nalog za njegovo aretacijo na podlagi ustavnega postopka, uvedenega pred ponovno združitvijo. Par je pobegnil v vojaško bolnišnico sovjetskih sil v Beelitzu in nato nekaj mesecev pozneje, 13. marca 1991, v Moskvo.
Čeprav je bilo jasno, da nekdanjih zaveznikov ZSSR po Jelcinovem prihodu na oblast ZSSR vojaško ni več krila, sta Erich in Margot Honecker zbežala v čilsko veleposlaništvo, saj je NDR po padcu Salvadorja Allendeja zagotovila azil tisočim Čilencem, pa tudi zato, ker se je njuna hči Sonja poročila s Čilencem. Ironično je bil Erich Honecker zadnji vzhodnonemški ubežnik, ki se je zatekel na tuje veleposlaništvo, ko je v osemdesetih letih dvajsetega stoletja veliko število Vzhodnih Nemcev poskušalo prečkati berlinski zid tako, da so se zatekli v veleposlaništva. Po spominih Margote Honecker sta jim azil ponudili tudi Severna Koreja in Sirija.
Zaradi naloga za prijetje, izdanega v FRG, so Honeckerja aretirali na čilskem veleposlaništvu in 29. julija so ga ruski vojaki izročili Nemčiji. Obtožili so ga, da je dal ukaz za streljanje ljudi pri pobegu čez berlinski zid. Ta je že takrat zbolel za rakom na jetrih, na kar je zadevna oseba opozorila nemška sodišča in dvomila o možnosti, da bi ga kljub visoki starosti in slabemu zdravstvenemu stanju zaprli. Honecker je bil obtožen umora v 68 primerih, od tega je bilo 12 predmet centralne uprave. Preostalih 56 primerov je bilo ločenih in preloženih. Njegovi soobtoženi so bili Erich Mielke, Willi Stoph, Heinz Keßler, Fritz Streletz in Hans Albrecht. Glavna obravnava je potekala 12. novembra na okrožnem sodišču v Berlinu. Zagovornik Ericha Honeckerja je bil Friedrich Wolff, znani vzhodnonemški odvetnik.
Honecker je v svoji izjavi pred sodiščem 3. decembra utemeljil gradnjo berlinskega zidu: po njegovem mnenju se je vodstvo SED leta 1961, v enem najbolj napetih trenutkov hladne vojne, izognilo »tretji svetovni vojni«, kar bi imelo posledico milijone smrtnih žrtev. Vztrajal je pri soglasju vseh vodstev držav vzhodnega bloka o tej skupni odločitvi, v zameno pa zagotovil, da bo NDR v času njegovega mandata del Varnostnega sveta Združenih narodov kljub ukazu za streljanje ljudi pri begu na berlinskega zidu. Kritike v zvezi s preganjanjem Stasija, ki niso bile predmet tožbe, je prekinil z odgovorom, da je senzacionalni tisk držav Zahoda izvajal enake metode obtožbe in da ima enake posledice. Izpostavil je tudi dejstvo, da je sojenje proti njemu potekalo izključno iz političnih razlogov, in primerjal 49 ljudi, ki so umrli pri prečkanju zidu, s številom vojakov, ki so umrli med vietnamsko vojno, ali s stopnjo samomorov.
Zaradi njegovega slabega zdravstvenega stanja so zdravniki predvidevali, da najverjetneje ne bo dočakal konca glavne obravnave sojenja. Tako je Honecker zahteval ločitev in razvoj postopka proti njemu. Njegovo zahtevo so 21. decembra zavrnili, sodniki, ki niso videli njegove bolezni, so postopek preprečili. Pritožba zoper to odločbo na pritožbeno sodišče je bila 28. decembra zavrnjena. Po drugi strani pa je bila ustavna pritožba, podana 12. januarja 1993, uspešnejša: postopek in nalog za prijetje zoper Honeckerja je istega dne razveljavilo berlinsko okrožno sodišče. Naslednji dan, 13. januarja 1993, je bil razveljavljen tudi drugi nalog za prijetje v zvezi s poneverbo javnih sredstev in Honecker je bil izpuščen, kar je sprožilo velik val protestov svojcev žrtev režima NDR. Istega dne je Honecker odletel v Čile, da bi se pridružil družini svoje hčerke Sonje, ki je živela s svojim čilskim možem Leom Yáñezom in njunim sinom Robertom. Tam je Honecker ostal do konca svojega življenja.

## Smrt
Erich Honecker je umrl 29. maja 1994 zaradi raka na jetrih v vrstni hiši v okrožju La Reina v Santiagu, v starosti 81 let. Njegov pogreb, ki ga je organizirala Komunistična partija Čile, je bil naslednji dan izveden na osrednjem pokopališču v Santiagu, kjer so ga pokopali. 